# Liste der Monuments historiques in Mognéville
Die Liste der Monuments historiques in Mognéville führt die Monuments historiques in der französischen Gemeinde Mognéville auf.

## Liste der Immobilien
| Bezeichnung    | Beschreibung                                              | Standort                  | Kennzeichnung | Schutzstatus | Datum | Bild           |
| -------------- | --------------------------------------------------------- | ------------------------- | ------------- | ------------ | ----- | -------------- |
| Kirche St-Remi | ab dem 12. Jahrhundert                                    | Rue de l’Église (Lage)    | PA00106583    | Classé       | 1968  | weitere Bilder |
| Bauernhof      | Fachwerkhaus auf massivem Sockelgeschoss, 17. Jahrhundert | 15 rue Robert Rouy (Lage) | PA00106713    | Inscrit      | 1992  |                |

## Liste der Objekte
| Bezeichnung                        | Beschreibung | Standort                     | Kennzeichnung | Schutzstatus   | Datum | Bild |
| ---------------------------------- | --- | ---------------------------- | ------------- | -------------- | ----- | ---- |
| Kirchenbänke                       | Eichenholz, 18. Jahrhundert | in der Kirche St-Remi (Lage) | PM55002709    | Inscrit        | 2010  |      |
| Skulptur Maria                     | aus einer Kreuzigungsgruppe; Holz, 16. Jahrhundert | in der Kirche St-Remi (Lage) | PM55000411    | Classé         | 1934  |      |
| Skulptur Johannes der Evangelist   | aus einer Kreuzigungsgruppe; Holz, 15. Jahrhundert | in der Kirche St-Remi (Lage) | PM55000414    | Classé         | 1981  |      |
| Skulptur Heilige Katharina         | Stein, farbig gefasst, um 1600 | in der Kirche St-Remi (Lage) | PM55002086    | Inscrit        | 1981  |      |
| Orgel                              | Haupteintrag für PM55001409 | in der Kirche St-Remi (Lage) | PM55001408    | Inscrit        | 1996  |      |
| Instrumentalteil der Orgel         | 1852 von Alexandre Jacquet gebaut | in der Kirche St-Remi (Lage) | PM55001409    | Inscrit        | 1996  |      |
| Kanzel                             | Eichenholz, 18. Jahrhundert | in der Kirche St-Remi (Lage) | PM55002087    | Inscrit        | 1994  |      |
| Passionsretabel                    | Schnitzretabel mit etwa 120 Figuren in elf Feldern, nach Vorlagen von Martin Schongauer und Israhel van Meckenem dem Jüngeren; auf den Flügeln Tafelbilder aus dem Marienleben und dem Leben des Heiligen Remigius; Holz, farbig gefasst und vergoldet, sowie Ölfarbe auf Holz, um 1530 | in der Kirche St-Remi (Lage) | PM55000407    | Classé         | 1889  |      |
| Heiliges Grab                      | neun Skulpturen; Stein, 16. Jahrhundert | in der Kirche St-Remi (Lage) | PM55000408    | Classé         | 1905  |      |
| Kruzifix                           | aus einer Kreuzigungsgruppe; Holz, 15. Jahrhundert | in der Kirche St-Remi (Lage) | PM55000412    | Classé         | 1981  |      |
| Remigiusaltar und Marienaltar      | zwei neugotische Seitenaltäre; jeweils Altartisch und Skulpturen; Keramik, um 1850 aus der Gießwerkstatt in Vendeuvre-sur-Barse | in der Kirche St-Remi (Lage) | PM55000415    | Classé Inscrit | 1984  |      |
| Skulptur Johannes der Täufer       | Holz, farbig gefasst, Ende des 15. Jahrhunderts | in der Kirche St-Remi (Lage) | PM55002085    | Inscrit        | 1981  |      |
| Skulptur Heilige Margaretha        | Stein, farbig gefasst, 16. Jahrhundert | in der Kirche St-Remi (Lage) | PM55000410    | Classé         | 1915  |      |
| Skulptur Sitzende Madonna mit Kind | Stein, zweite Hälfte des 14. Jahrhunderts | in der Kirche St-Remi (Lage) | PM55000413    | Classé         | 1981  |      |
| Skulptur einer Heiligen            | Stein, farbig gefasst, Ende des 15. Jahrhunderts | in der Kirche St-Remi (Lage) | PM55002083    | Inscrit        | 2000  |      |
| Gemlde Flucht nach Ägypten         | Ölfarbe auf Leinwand, Holzrahmen, um 1800 | in der Kirche St-Remi (Lage) | PM55002084    | Inscrit        | 2000  |      |
| Skulptur Unterweisung Mariens      | Stein, farbig gefasst, 16. Jahrhundert | in der Kirche St-Remi (Lage) | PM55000409    | Classé         | 1915  |      |